# Friedrich Sauter

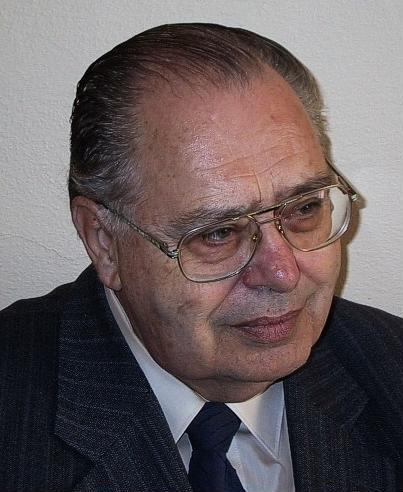
Friedrich Sauter (1996)

Friedrich Sauter, auch Fritz Sauter (* 23. Mai 1930 in Wien; † 18. April 2020) war ein österreichischer Chemiker und emeritierter Universitäts-Professor für Organische Chemie an der Technischen Universität Wien. Seine Forschungsschwerpunkte waren die Organische Synthese, besonders die von neuen heterocylischen Systemen in Verbindung mit Pharmaforschung, und die organisch-chemische Archäometrie.

## Leben und Wirken
Friedrich Sauter wurde als Sohn von Anton und Margarete Sauter in Wien geboren, wo er auch die Schule und das Realgymnasium besuchte. Von 1948 bis 1957 studierte er Chemie an der Universität Wien, wobei er sich nach dem Grundstudium auf das Gebiet der organischen Chemie spezialisiert und bei Otto Hromatka seine Dissertation über die Synthese neuer Phenothiazinderivate ausführte; seine Promotion zum Dr. phil. erfolgte 1957. Während des Chemiestudiums und seiner frühen Assistentenjahre studierte er zusätzlich Botanik und Zoologie an der Universität Wien.
Nach teilzeitbeschäftigter Assistententätigkeit während der Dissertation war Sauter Assistent an der Universität Wien (1957–1963), sowie an der Technischen Hochschule Wien (1963–1970). Nach mehreren kurzen Studienaufenthalten an der University of Salford erfolgte 1970 seine Habilitation für organische Chemie an der TU Wien und dort 1973 auch seine Ernennung zum Außerordentlichen Universitätsprofessor. Von 1973 bis zu seiner Emeritierung war er auch Leiter der Abteilung für Organische Synthese am Institut für Organische Chemie der TH Wien.
1978 bekam er eine Berufung zum Ordentlichen Universitätsprofessor für Organische Chemie an der Technischen Universität Wien und wurde gleichzeitig zum Vorstand des Institutes für Organische Chemie (heute Institut für Angewandte Synthesechemie) ernannt. 1998 wurde er emeritiert und beschäftigte sich seither besonders mit archäometrischen Forschungen sowie mit Vortragstätigkeit. Sauter starb am 18. April 2020.
Er war seit 1954 verheiratet mit Susanne Sauter († 1998).

## Fachliche Aktivitäten

### Organisch-chemische Synthese
Sauters Forschungen konzentrierten sich auf Synthesen und Reaktionen heterocyclischer Verbindungen, wobei Derivate von über hundert neuen heterocyclischen Ringsystemen (darunter auch von vielen Spirosystemen) synthetisiert und neue Methoden dafür entwickelt wurden. Seine Forschungsergebnisse wurden in zahlreichen Publikationen und durch Vorträge bei Fachtagungen veröffentlicht. Kooperationen mit pharmazeutischen Firmen führten zu internationalen Patenten.
Er war Organisator oder Mitorganisator verschiedener Fachtagungen wie zum Beispiel dem 17th International Congress of Heterocyclic Chemistry (1999).
Außerdem war er Initiator von zwei regelmäßig stattfindenden internationalen Tagungen: der Ibn Sina International Conference on Pure and Applied Heterocyclic Chemistry (ab 2018: Ibn Sina Arab Conference on Heterocyclic Chemistry and its Applications), welche an wechselnden Orten in Ägypten stattfindet, und des Blue Danube Symposium on Heterocyclic Chemistry, das regelmäßig in einem der fünf Teilnehmerstaaten abgehalten wird.

### Archäometrie
Sauter ist einer der frühen Spezialisten, die sich innerhalb der Archäometrie mit der Sparte Organisch-chemische Archäometrie beschäftigten. Typische Beispiele für seine Forschungen auf diesen Gebiet sind sowohl seine umfangreichen Arbeiten über das in prähistorischen Zeiten multifunktionell verwendete Birkenrindenschwelpech (das – nach Alkohol – wohl älteste organisch-technologische Produkt in Europa), wie auch seine Analysen von Spuren von Lipiden, die aus prähistorischen Keramikbruchstücken gewonnen wurden. Ergebnisse solcher Untersuchungen waren zum Beispiel, dass Ötzi – der Mann vom Similaungletscher –  Pfeilspitzen mit diesem Pech an die Schäfte geklebt hatte, und dass in einem in Troja gefundenen Gefäß Milch enthalten war. Für derartige Untersuchungen richtete er an der TU Wien eine eigene Forschungsgruppe für organisch-chemische Archäometrie ein.
Gemeinsam mit Leopold Puchinger (TU Wien) war er österreichischer Partner eines dreijährigen multinationalen EU-Forschungsprojektes, das sich mit antiken bis rezent-autochthonen organischen Farbstoffen beschäftigte.

## Funktionen
- Vorsitzender der Fachgruppe Chemie an der Technischen Universität Wien (1997 bis zur Emeritierung)
- Mitglied des Akademischen Senats der Technischen Universität Wien (1997)
- Vizepräsident der International Society of Heterocyclic Chemistry (1998–1999)
- Vorstandsmitglied der Gesellschaft Österreichischer Chemiker (GÖCh); zwei Amtsperioden Leiter der GÖCh Zweigstelle Wien; drei Amtsperioden Obmann der von ihm gegründeten GÖCh Arbeitsgruppe Chemie der Heterocyclen
- Member of the Editorial Board diverser Fachzeitschriften
- Ausschussmitglied der heutigen Österreichischen Gesellschaft für Ur- und Frühgeschichte (dauernd seit 1976); zwei Amtsperioden deren Vizepräsident (1964–1969)

## Ehrungen
- Ehrenmitgliedschaft der Slowakischen Chemischen Gesellschaft
- Ehrenmitgliedschaft der Ägyptischen Heterocyclischen Gesellschaft
- Ehrenmedaille der Universität Brünn
- Ehrenmedaille der Technischen Universität Bratislava
- Ehrenmedaille der International Scientific Partnership Foundation (RUS)
- „Tribute“ der chemischen Fachzeitschrift ARKIVOC (2001, ii, 1–8) (USA)
- Kardinal-Innitzer-Preis (für die Habilitationsschrift)

## Publikationen (Auswahl)

### Heterocyclische Chemie
- F. Sauter und W. Deinhammer: Beiträge zur Chemie schwefelhältiger Heterocyclen, 6. Mitt.: Eine Umlagerungsreaktion des 6-Oxo-6H-benz[b]indeno[1,2-d]thiophens / Monatsh. f. Chemie 101, 544–550 (1970)
- F. Sauter und W. Deinhammer: Synthese von Thieno[2,3-d]-1,2,3-triazin- und [1]Benzothieno[2,3-d]-1,2,3-triazin-Derivaten / Monatsh. f. Chemie 104, 1586 (1973)
- F. Sauter, W. Deinhammer und P. Stanetty: Cyclisierungsreaktionen zu Thiazolo[3,2-a]thieno[2,3-d]pyrimidinen / Monatsh. f. Chemie 105, 1258–1265 (1974)
- F. Sauter, P. Stanetty, E. Hetzl and F. Fuhrmann: Thiamorphinans I / J. Heterocyclic Chem. 20, 1477–1480 (1983)
- F. Sauter, P. Stanetty und F. Fuhrmann: Thiamorphinane II / Monatsh. f. Chemie 116, 263–272 (1985)
- P. Stanetty, H. Fröhlich und F. Sauter: Regioselektive Reduktionen von cyclischen Thienospiroanhydriden / Monatsh. f. Chemie 117, 69–88 (1986)
- U. Jordis, F. Sauter, M. Rudolf und Gan Cai: Synthesen neuer Chinolon-Chemotherapeutika, 1. Mitt.: Pyridochinoline und Pyridophenanthroline als „lin-benzo-Nalidixinsäure“-Derivate / Monatsh. f. Chemie 119, 761–780 (1988)
- F. Sauter, U. Jordis, P. Martinek und Gan Cai: Synthesen neuer Chinolon-Chemotherapeutika, 4. Mitt.: Pyrido[3,2,1-gh][1,7]phenanthrolin- und Benzo[i,j]chinolizin-carbonsäuren / Scientia Pharmaceutica 57, 7–20 (1989)
- F. Sauter, P.Stanetty und E. Hetzl: 2-Phenyl-3-benzo[b]thiophenamine: Lipidsenker auf Benzo[b]thiophen-Basis / Scientia Pharmaceutica 59, 181–190 (1991)
- F. Sauter, P. Stanetty, W. Ramer und W. Sittenthaler: Fungizide Pyridinderivate, 4. Mitt.: -Trichlormethyl-3-pyridinmethanole / Monatsh. f. Chemie 122, 879–885 (1991)
- F. Sauter und P. Stütz: Dibenzothiophen / Buchbeitrag in Houben-Weyl: Methoden der organischen Chemie, Bd. 6a: Hetarene I, Teil I (Georg Thieme Verl. 1994)

### Archäometrie
- F. Sauter, E.W.H. Hayek, W. Moche und U. Jordis: Betulin aus archäologischem Schwelteer / Z. Naturforsch. 42c, 1151–1152 (1987)
- F. Sauter, U. Jordis und E. Hayek: Chemische Untersuchungen der Kittschäftungsmaterialien in Der Mann im Eis Bd.1 / Veröffentlichungen der Universität Innsbruck 187, 435–441, (1992)
- J. Fröhlich, C. Hametner, F. Sauter und A. Graf: Identifizierung von Betulin in prähistorischen Pechfunden mittels 13C-NMR-Spektroskopie / Berliner Beiträge zur Archäometrie, 16, 241–250 (1999)
- F. Sauter, U. Jordis, A. Graf, W. Werther and K. Varmuza: Studies in Organic Archaeometry I – Identification of the prehistoric adhesive used by the Tyrolean Iceman to fix his weapons / ARKIVOC 2000, Part (v), No. 7, p. 735–747
- F. Sauter, L. Puchinger, A. Graf and D. Thumm: Studies in Organic Archaeometry II – Analysis of the ancient content of a flask excavated in Troia / ARKIVOC 2001, Part (iii), No. 4, p. 22–25
- F. Sauter, A. Graf, C. Hametner and J. Fröhlich: Studies in Organic Archaeometry III – Prehistoric adhesives: alternatives to birch bark pitch could be ruled out / ARKIVOC 2001, Part (v), No. 3, p. 21–24
- F. Sauter, A. Graf, C. Hametner, J. Fröhlich, J.-W. Neugebauer and F. Preinfalk: Studies in Organic Archaeometry IV – Analysis of an organic agglutinant used to fix Iron-age clay figurines to their base / ARKIVOC 2002, Part (i), No. 6, p. 35–39
- F. Sauter, K. Varmuza, W. Werther, and P. Stadler: Studies in Organic Archaeometry V – Chemical analysis of organic material found in traces on a Neolithic terracotta Venus statuette excavated in Lower Austria / ARKIVOC 2002, Part (i), No. 9, p. 54–60
- F. Sauter, L. Puchinger and U.-D. Schoop: Studies in Organic Archaeometry VI – Fat analysis sheds light on everyday life in prehistoric Anatolia: Traces of lipids identified in chalcolithic potsherds excavated near Boğazkale, Central Turkey / ARKIVOC  2003, Part (xv, general papers), No. 3, p.15–21
- L. Puchinger, F. Sauter, S. Leder and K. Varmuza: Studies in Organic Archaeometry VII – Differentiation of Wood and Bark Pitches by Pyrolysis Capillary Gas Chromatography (Py-CGC) In: Annali di Chimica (by Società Chimica Italiana) 97 (2007), Nummer 7, S. 513–525. doi:10.1002/adic.200790034
- F. Sauter and L. Puchinger: Studies in Organic Archaeometry VIII – Archaeometry of Birch Bark Pitch / Archäolog. Korr. Blatt (RGZM Mainz) 2018, Teil 4, 595–604